# Cloruro di molibdeno(VI)
Il cloruro di molibdeno(VI) o esacloruro di molibdeno è il composto binario con formula MoCl6, dove il molibdeno è nello stato di ossidazione +6. L'esistenza di MoCl6 è stata a lungo ritenuta dubbia, e questo elusivo composto è stato ottenuto con certezza solo nel 2012 all'Università libera di Berlino. MoCl6 è un solido di colore nero, che si decompone rapidamente a 100 °C formando MoCl5. 
Nello stato cristallino sono state osservate due fasi leggermente differenti. Nella modificazione α-MoCl6 sono presenti molecole MoCl6 isolate perfettamente ottaedriche. Il composto risulta isostrutturale con β-WCl6 e UCl6. I cristalli hanno struttura trigonale, gruppo spaziale P3m1, con costanti di reticolo a = 1034,1 pm e c = 554,0 pm, con tre unità di formula per cella elementare. La fase β-MoCl6 è caratterizzata da un leggero scorrimento degli ottaedri MoCl6 lungo l'asse z.
Il composto si ottiene trattando a temperatura ambiente esafluoruro di molibdeno con tricloruro di boro come agente clorurante:
{\displaystyle {\ce {MoF6 + 3 BCl3 -> MoCl6 + 3 BF2Cl}}}